# Маккензі Кінг
Ві́льям Ла́йон Макке́нзі Кінг (англ. William Lyon Mackenzie King; 17 грудня 1874, Берлін нині, Кіченер, Онтаріо  — 22 липня 1950, Кінгсмір, Квебек) — десятий прем'єр-міністр Канади, перебував на посаді протягом 21 року — найдовше в історії не тільки Канади, але й Британської співдружності. У пресі та літературі відомий під своїм повним ім'ям, або як Маккензі Кінг. За фахом юрист та економіст. У різні часи працював викладачем, консультантом, державним службовцем, журналістом. Вважається одним з видатних прем'єр-міністрів країни.

## Біографія

### Ранні роки життя
Уїльям Лайон Макензі Кінг народився 17 грудня 1874 р. в м. Берлін, провінція Онтаріо (нині місто Кіченер) у родині Джона Кінга (1843—1916) і Ізабелли Грейс Макензі (1843—1917). Джон Кінг був юристом за фахом, викладав у школі права при Університеті Торонто. Дід Макензі Кінга по материнській лінії, Вільям Лайон Маккензі, був першим мером Торонто і керівником повстання у Верхній Канаді 1837 року, що мало на меті здобуття в колоніях Британської Північної Америки парламентського представницького врядування. У. Л. Макензі вперше запропонував об'єднання цих колоній в єдине федеративне утворення, виступав прихильником партнерства англо- та франкоканадців. На честь діда і було названо майбутнього прем'єр-міністра Канади. Політична спадщина діда по материнській лінії стала значною мірою цілевказом для Макензі Кінга в його політичній діяльності. Макензі Кінг мав двох сестер та одного брата: старшу сестру Ізабеллу «Беллу» Христину Грейс (1873—1915), молодшу сестру Джанет «Дженні» Ліндсей (1876—1962) і молодшого брата Дугалла Макдугалла «Макса» (1878—1922), який став лікарем. Разом з братом та сестрами Макензі Кінг навчався у школі. Оскільки сім'я належала до середнього класу, його батьки часто наймали репетиторів з різних наук: математики, англійської та французької мов.
У 1891—1896 роках Макензі Кінг здобував освіту в Університеті Торонто, де вперше глибоко зацікавився проблемами політекономії та соціального реформування. Він дійшов висновку про необхідність відмови від принципу мінімального втручання держави в соціально-економічну сферу, важливість протидії з боку держави недобросовісній конкуренції в економіці, впровадження поміркованого стимулювання зростання добробуту незаможних верств населення. Через релігійні переконання У. Л. Макензі Кінг був послідовником «Соціального Євангелія» — секулярного руху в протестантському середовищі, що застосовував положення християнської етики до подолання соціальних проблем, розглядав політичну діяльність як спосіб християнського служіння загальному благу громадян. Його кредо соціального реформатора було виражено словами: "Справжній чоловік має постояти не тільки за себе, він постоїть і за тих, хто такої можливості не має" (A true man does not only stand up for himself, he stands up for those that does not have the ability to). Водночас, попри прихильне ставлення до соціальних реформ та усвідомлення вагомої ролі держави у досягненні соціальної справедливості, У. Л. Макензі Кінг ніколи не ставився схвально до соціалізму навіть у його демократичних версіях. Він залишався твердо переконаним у необхідності збереження приватної власності та вільної економічної ініціативи, тобто відстоював ідею побудови держави всезагального добробуту (welfare state) на ліберальних засадах. Протягом навчання в Університеті Торонто майбутній прем'єр-міністр Канади брав активну участь у студентському житті, публікувався у студентській газеті, був одним із лідерів студентського страйку 1895 р., спрямованого проти зловживань університетської адміністрації. У 1893 р. він розпочав дописувати у свій особистий щоденник, який він вів протягом 57 років — до самої смерті. Загальний обсяг цього документу становить понад 50000 сторінок. У часи свого університетського навчання майбутній канадський лідер всерйоз замислюється над майбутньою політичною кар'єрою. З 1896 р. він починає підписувати свої листи як «У. Л. Макензі Кінг», а не просто як «Уїльям Кінг». Такий вибір пояснюється підкресленням впливу політичної спадщини діда по материнській лінії на світогляд майбутнього політика.
У 1896—1899 рр. У. Л. Макензі Кінг продовжив економічну освіту у США — в університетах Чикаго і Гарварда, а також у Лондонській школі економіки та політичної науки. В ці часи він здобуває перший досвід соціального реформатора: у 1896 р. він проводить 2 місяці в якості волонтера у Чиказькому громадському поселенському просвітницько-благодійницькому центрі «Галл-Гаус» (The Hull House), заснованого відомою американською суфражисткою, соціологом та філософом Джейн Аддамс (Jane Addams). У 1897 р. Макензі Кінг публікує серію репортажів у газеті «The Daily Mail and Empire» м. Торонто про умови життя і праці найбідніших верств населення, передовсім, про проблеми жіночої та дитячої праці. Ці репортажі змусили канадський уряд переглянути умови державних замовлень з урахуванням інтересів працівників. Публікації Макензі Кінга звернули увагу глави канадського уряду У. Лор'є (Wilfried Laurier) та міністра пошт Канади У. Меллока (William Mullock) на особу молодого амбітного журналіста, що виявляв велику увагу до політичного життя та проблем соціальних реформ. Під час свого перебування у Лондоні 1899 р. У. Л. Макензі Кінг познайомився з подружжям визначних соціальних реформаторів Сіднея та Беатриси Вебб, засновників «Фабіанського товариства», яке справило визначний вплив на становлення Лейбористської партії у Великій Британії, а також канадської соціал-демократичної політичної течії.

### Початок політичної кар'єри
Заступник міністра, міністр праці Канади (1900—1911 рр.)
1900 року на запрошення міністра пошт Канади У. Меллока, У. Л. Макензі Кінг обійняв посаду заступника міністра праці. Фактично, йому було доручено організацію нового міністерства, попервах в якості департаменту у складі міністерства пошт. На цій посаді Макензі Кінг заснував «Трудову газету» (The Labour Gazette), що стала офіційним органом нового міністерства. Відіграв провідну роль у мирному розв'язанні багатьох страйків та трудових конфліктів, слугуючи посередником та модератором взаємовідносин між працівниками та працедавцями. У 1907 році У. Л. Макензі Кінг став фактичним автором та розробником Закону «Про розслідування трудових конфліктів» (англ. Industrial Disputes Investigation Act), що закріпив процедури примирення, арбітражу та публічного розслідування трудових конфліктів в Канаді.
1908 року Макензі Кінг був вперше обраний до парламенту від Ліберальної партії Канади. У 1909—1911 роках він став першим повноправним міністром праці Канади в уряді Вільфреда Лор'є, що діяв у 1896—1911 рр. На цій посаді Макензі Кінг ініціював прийняття Закону «Про розслідування діяльності монополій» (англ. Combines Investigation Act) у 1910 р. Цей закон започаткував антимонопольну політику в Канаді, передбачав механізми протидії недобросовісній діяльності монополій у сферах реклами, ціноутворення та зниження ставок. У 1911 р. Ліберальна партія Канади зазнала поразки на федеральних виборах. Уряд Лор'є пішов у відставку, а Макензі Кінг втратив посаду міністра праці і депутатський мандат.
Робота у Фонді Рокфеллера. Праця «Індустрія та людяність»
Влітку 1914 р. У. Л. Макензі Кінг був найнятий Дж. Рокфеллером-молодшим до Фундації Рокфеллера у м. Нью-Йорк. Він обійняв посаду керівника відділу індустріальних досліджень та мав брати участь у врегулюванні суперечностей між працівниками, менеджментом та працедавцями. Майбутній прем"єр-міністр Канади працював у Фундації Рокфеллера до 1918 р. Наслідком досвіду У. Л. Макензі Кінга на посадах заступника міністра та міністра праці Канади, працівника у Фонді Рокфеллера, а також впливу Першої світової війни стала книга «Індустрія та людяність: дослідження принципів, що покладені в основу індустріальної реконструкції», що побачила світ у 1918 р. У цій праці автор стверджує необхідність домінування духовних аспектів добробуту людини над матеріальними, провадження діалогу між учасниками індустрії: капіталом, менеджментом, працею та громадою, оскільки їх фундаментальні інтереси як представників людства є спільними. У. Л. Макензі Кінг пропонує такі механізми врегулювання суперечностей між ними, як примирення, публічне розслідування та арбітраж, причому всі сторони мають визнавати законні інтереси один одного та уникати авторитарного, домінантного стилю поведінки. У праці засуджуються будь-які форми авторитаризму, як в політичній царині, так і у соціально-економічних взаєминах, на всіх рівнях міжлюдської взаємодії. Саме таким чином деструктивні відносини антагонізму змінюються відносинами взаємної довіри. Автор також замислюється над метою прогресу та технічного вдосконалення в індустрії. На його думку, технологічного прогресу об'єктивно уникнути неможливо, однак якщо його наслідки використовуватимуться лише в інтересах окремих привілейованих верств, стають засобами збагачення та владного домінування, досягнення прогресу нестимуть руйнацію у формах війни та вдосконалення засобів знищення, антагонізму у виробничих відносинах тощо. Духовний вимір прогресу полягає в усвідомленні необхідності служіння індустрії благу та добробуту всього людства і кожної конкретної людини, а не лиш привілейованої частини, непідконтрольної решті суспільства. Іншим аспектом духовного виміру прогресу, за Макензі Кінгом, є розширення політичної свободи в усіх сферах людських взаємин. Саме поширення вільного політичного врядування, представництва усіх учасників індустрії у контролі за її розвитком, збереженні здоров'я працівників, їх страхуванні та поліпшенні умов їх життя, справедливому розподілі продукту є свідченням реалізації духовного виміру прогресу. Міжнародні конфлікти, зокрема Першу світову війну, У. Л. Макензі Кінг розглядає як деструктивний вияв міжлюдських взаємин, подібний до індустріальних конфліктів. Основною причиною цих конфліктів автор вважає прагнення до збагачення, домінування на міжнародній арені авторитарних лідерів, непідконтрольних більшості суспільства. З точки зору теорії міжнародних відносин, У. Л. Макензі Кінг виступає як представник політичного ідеалізму. У праці «Індустрія та людяність» прослідковуються засади ліберальної теорії демократичного миру, відповідно до якої демократичні країни, чиї уряди підконтрольні більшості суспільства, що не прагне війни, схильні до мирної взаємодії на міжнародній арені. У праці пропонується створення по війні глобальної міжнародної організації (Ліги Націй), що сприяла б мирному врегулюванню міжнародних суперечностей, творенню міжнародно-правових документів, дотримання яких мали забезпечувати Міжнародний суд справедливості та міжнародні поліційні сили. Механізмами розв'язання цих суперечностей автор вважав примирення, арбітраж та публічне розслідування, які він вважав універсальними. У. Л. Макензі Кінг надає пріоритет гуманітарному виміру у міжнародних відносинах, вважаючи належною засадою їх розвитку передовсім завдання добробуту людства як єдиного цілого і кожної людини окремо, а не лише політичних, економічних та військових еліт окремих країн. Загалом концепцію У. Л. Макензі Кінга прийнято вважати соціально-реформаторським корпоративним лібералізмом (з точки зору підходів до внутрішньополітичного розвитку) та політичним ідеалізмом (з точки зору теорії міжнародних відносин). Окремі положення праці «Індустрія та людяність» були включені до програми Ліберальної партії Канади 1919 р., коли автор цієї книги був обраний її лідером.

### Продовження політичної кар'єри (1919—1935)
Обрання на посаду лідера Ліберальної партії Канади
Протягом Першої світової війни У. Л. Макензі Кінг безуспішно домагався переобрання до Парламенту Канади. У 1917 р. всередині Ліберальної партії стався розкол між англо- та франкоканадською групами, пов'язаний із примусовою мобілізацією (конскрипцією) для несення канадцями військової служби в Європі. В той час, як англоканадці були готові воювати в Європі на боці Великої Британії, франкоканадці розглядали війну в Європі як війну за чужі їм інтереси. Вимушений призов 1917 р. породив у франкомовній провінції Квебек значні невдоволення та навіть заворушення, придушені військами. В цих умовах англоканадські ліберали погодилися підтримати уряд Консервативної партії на чолі з Р. Борденом, в той час як франкоканадські ліберали на чолі з лідером партії У. Лор'є відмовилися це зробити. У. Л. Макензі Кінг був єдиним колишнім міністром-англоканадцем в уряді У. Лор'є, який підтримав лідера лібералів. Це сприяло його невдачі на парламентських виборах 1917 р.
Після смерті Вільфреда Лор'є, у 1919 році Кінг очолив Ліберальну партію Канади. Його обрання стало наслідком політичного компромісу: англоканадські ліберали погоджувалися бачити на чолі єдиної партії виключно англоканадця, франкоканадські — виключно людину, яка залишилася лояльною В. Лор'є у 1917 р. Макензі Кінг був єдиним англоканадським міністром в уряді Лор'є, який зберіг лояльність на той час вже померлому лідеру, отже він задовольняв вимоги обох фракцій лібералів. У серпні 1919 р. Макензі Кінг був обраний лідером Ліберальної партії Канади і завершив процес її об'єднання. Питання подолання розколу канадського суспільства в умовах конскрипції, гармонізація відносин між англо- та франкоканадцями стане ключовим питанням усього його політичного лідерства. Досвід невдалої спроби коаліції між англоканадськими лібералами і консерваторами в умовах Першої світової війни буде ретельно врахований У. Л. Макензі Кінгом як воєнним лідером Канади у Другій світовій війні.
Того ж 1919 р. Макензі Кінг був обраний до парламенту на довиборах від округу Принс (провінція Острів Принца Едварда) та став лідером парламентської опозиції.
1921 року ліберали перемогли на федеральних виборах, і 29 грудня того ж року Макензі Кінг вперше обійняв посади прем'єр-міністра та міністра закордонних справ Канади.
Перший термін на посаді глави канадського уряду (1921—1926)
Перший термін перебування Макензі Кінга на посаді прем'єр-міністра Канади не позначився глибокими внутрішньополітичними перетвореннями. Це пов'язувалося із нестабільним становищем його уряду, що не мав твердої більшості голосів у парламенті (Ліберальна партія здобула 118 місць з 235), а також необхідністю прем'єр-міністра рахуватися із впливовими досвідченими політиками періоду лідерства В. Лор'є всередині власної партії та кабінету. Зокрема, з міністром фінансів У. Філдінгом, який обіймав цю посаду і в уряді В. Лор'є, і який був провідним конкурентом Макензі Кінга у боротьбі за лідерство у Ліберальній партії 1919 р., та міністром юстиції у 1921—1924 рр. Л. Гуеном, впливовим та консервативно налаштованим колишнім прем'єром провінції Квебек. Водночас, Макензі Кінг розпочав формування власної команди політичних призначенців та висококваліфікованих державних службовців. До таких належав авторитетний у Квебеку юрист та політик Ернест Лапуант (Ernest Lapointe), який у 1921 р. обійняв посаду міністра рибальства та океанічних ресурсів, а у 1924 р.— міністра юстиції. Цю посаду яку він обіймав в усіх кабінетах Макензі Кінга до своєї смерті у 1941 р. Саме Е. Лапуант став надійною довіреною особою Макензі Кінга у справах Квебека і його фактичним заступником у франкоканадських справах. У 1925 р. на посаду заступника міністра закордонних справ Канади було призначено Оскара Дугласа Скелтона (Oskar Douglas Skelton), колишнього професора політичної науки та економіки, який став одним з найавторитетніших державних службовців та провідним консультантом усіх прем'єр-міністрів Канади у зовнішньополітичних справах середини 1920-х — початку 1940-х рр. У цей період Макензі Кінг виявив значні здібності до політичного діалогу та співпраці з новими політичними партіями та рухами Канади, що набули впливу по Першій світовій війні. Зокрема, з Національною Прогресивною Партією, що представляла інтереси фермерів прерій та здобула на парламентських виборах 1921 р. 58 депутатських мандатів. Саме поступкою прогресистам вважається зниження урядом Макензі Кінга у 1925 р. залізничних тарифів на перевезення сільськогосподарської продукції, чого вимагали фермерські кооперативи. Прем'єр-міністр не виключав формування коаліційного ліберально-прогресистського уряду, однак через брак єдності всередині Прогресивної партії цього не сталося. Згодом значна частина прогресистів перейшла до лав Ліберальної партії. Зокрема, їх колишній лідер Томас Крерар (Thomas Crerar) обіймав міністерські посади в уряді Макензі Кінга у 1929—1930 та 1935—1945 рр. Протягом 1921—1926 рр. уряд Макензі Кінга зробив низку успішних кроків до зовнішньополітичного усамостійнення Канади. У вересні 1922 р. прем'єр-міністр Канади, всупереч встановленому порядку, відмовився надсилати війська до Туреччини на вимогу глави британського уряду Д. Ллойд Джорджа (Чанакський інцидент). На Імперській конференції 1923 р., разом з прем'єр-міністром Південноафриканського союзу Дж. Герцогом, У. Л. Макензі Кінг домігся для домініонів права на самостійні зовнішнолітичні дії за згодою їх парламентів, якщо такі дії не суперечили інтересам Британської імперії в цілому (принцип Кінга—Герцога). Того ж року без згоди британського уряду Канада уклала договір зі США про рибальство у Тихому океані. 
На парламентських виборах у вересні 1925 р., внаслідок корупційного скандалу, пов'язаного з будівництвом каналу Богарно (Beauharnois Canal) в Квебеку, ліберальна партія скоротила своє представництво до 100 місць, в той час як консервативна здобула 115. Сам прем'єр-міністр зазнав поразки у власному виборчому окрузі та був вимушений іти на довибори в іншому. Однак Макензі Кінг спромігся сформувати уряд меншості за підтримки Прогресивної партії. Невдовзі становище уряду було підірвано корупційним скандалом навколо діяльності міністерства митниць. Особисто прем'єр-міністр не був причетним до протиправних дій, однак це підривало його особистий авторитет та становище уряду в цілому.
Конституційна криза. Справа Кінга — Бінга
Наприкінці червня 1926 р. уряд меншості під проводом У. Л. Макензі Кінга втратив парламентську підтримку. Прем'єр-міністр звернувся до Генерал-губернатора Канади лорда Джуліана Бінга з ініціативою дострокового розпуску парламенту та призначення нових парламентських виборів. Генерал-губернатор відмовився це зробити, натомість призначивши лідера Консервативної партії Канади Артура Мієна (Arthur Meighen) на посаду глави канадського уряду 28 червня 1926 р. Такий прецедент відбувся вперше в історії Канади, однак це не суперечило британській конституційній традиції. Вже 2 липня 1926 р. уряд А. Мієна отримав вотум недовіри в парламенті. Цього разу лорд Бінг погодився на достроковий розпуск парламенту та призначив нові вибори. Ліберали на чолі з Макензі Кінгом побудували передвиборчу кампанію на протесті проти втручання представника британського монарха та уряду у внутрішньополітичні справи країни. На федеральних виборах, що відбулися 14 вересня 1926 р., Ліберальна партія Канади здобула 116 місць з 245, в той час як Консервативна — 91. Лібералам вдалося сформувати уряд меншості за неформальної підтримки прогресистів. 25 вересня 1926 р. У. Л. Макензі Кінг вдруге очолив канадський уряд.
Другий термін на посаді глави канадського уряду (1926—1930). Здобуття Канадою зовнішньополітичної самостійності
На імперській конференції, що проводилася у Лондоні у жовтні — листопаді 1926 р., голос Канади став вирішальним у прийнятті «Доповіді Бальфура» (Канада, Південноафриканський Союз, Ірландія проголосували «за», Австралія, Нова Зеландія — «проти»). Даний документ, названий за прізвищем голови комісії з питань відносин Великої Британії та домініонів лорда Артура Бальфура, проголошував домініони суверенними державами під формальною зверхністю британського монарха, скасовував обов'язкову чинність загальноімперських законів без їх затвердження парламентом домініону, надавав домініонам право на самостійне визначення своєї зовнішньої та внутрішньої політики. З цього часу Верховний суд домініону став вищою судовою інстанцією на своїй території в усіх судових питаннях, крім конституційних. Генерал-губернатор втратив статус представника британського уряду і залишився виключно представником монарха — одним з символів єдності країн Британської Співдружності. Його функції з цього часу зводилися передовсім до представницьких. Цей посадовець відтоді не міг бути призначений британським урядом та монархом без консультації з парламентом та урядом домініону. Фактично, ці події означали перетворення Канади на повноцінну державу-актора на міжнародній арені, а також початок поступової мирної трансформації Британської імперії на Британську Співдружність суверенних націй. У. Л. Макензі Кінг справив визначний вплив на перебіг цього процесу, виступаючи в якості модератора та прихильника компромісу між розбіжними позиціями різних учасників імперської конференції. Прем'єр-міністр Канади виступав рішучим противником збройних, насильницьких методів усамостійнення домініонів (прихильники такого шляху траплялися серед еліт Ірландії та Південноафриканського союзу), прихильником збереження зверхності британського монарха та конституційного ладу, успадкованого домініонами від метрополії. Також, з метою здобуття згоди британської політичної еліти на фактичне усамостійнення домініонів від британського уряду, У. Л. Макензі Кінг наголошував передовсім на праві домініонів на зовнішньополітичну автономію, маскуючи під цим терміном фактичну незалежність у зовнішній політиці. З цього часу розпочинається повноцінний вихід Канади на міжнародну арену: у 1927 р. було відкрито канадське посольство у США, 1928 р. — у Франції, 1929 р. — в Японії. Водночас, встановлюючи повноцінні дипломатичні відносини з країнами Європи та Далекого Сходу, беручи участь в діяльності Ліги Націй, міжвоєнні ліберальні уряди Канади на чолі з Макензі Кінгом у своїй зовнішньополітичній діяльності слідували ізоляціоністській «Доктрині Дандюрана», згідно з якою Канада через своє північноамериканське географічне положення не мала жодних стратегічних інтересів, що пов'язували б її з країнами Європи. Виходячи з цього, країна не мала брати жодних зобов'язань з питань забезпечення миру в Європі, мала обмежуватися лише вигідною економічною співпрацею з ними, уникати участі в європейській системі колективної безпеки. У 1920-х рр. Макензі Кінг розглядав Лігу Націй як універсальний інструмент міжнародного примирення та арбітражу, мирного розв'язання міжнародних суперечностей, однак вважав, що Канада не має застосовувати жодних санкцій проти іншої держави з ініціативи третьої сторони. Така позиція прем'єр-міністра пояснювалася тим, що саме участь канадських військ на європейських теренах у Першій світовій війні породила розкол між англо- і франкоканадцями, який Макензі Кінг прагнув залагодити та уникнути у майбутньому.
У 1927—1928 рр. уряд У. Л. Макензі Кінга запровадив пенсійну реформу. У цьому ліберали здобули підтримку нових політичних рухів Канади, зокрема, соціал-демократичного. У 1927 р. федеральний парламент Канади прийняв Закон «Про пенсійне забезпечення». Він набув чинності у 1928 р. після його ратифікації парламентами провінцій. Було впроваджено трудові пенсії для державних службовців, поліцейських, пожежників та робітників націоналізованих підприємств, а також соціальну пенсію для сліпих. Фінансування пенсійної програми на 50 % здійснював федеральний уряд, на 50% — уряди провінцій.
Ще однією новацією, впровадженою за другого терміну перебування Макензі Кінга на посаді прем'єр-міністра Канади, стало призначення першої жінки Кейрін Вілсон (Cairine Wilson) до Сенату Канади у лютому 1930 р.
Початок Великої депресії. Перебування на чолі опозиції (1930—1935)
Тривалість та масштаби світової економічної кризи 1929—1933 рр. були недооцінені У. Л. Макензі Кінгом, який вважав її недовготривалим падінням економіки, що може бути подоланим через ринкову саморегуляцію, та не впровадив належних заходів з її подолання. Також ліберальний уряд не запровадив зі свого боку протекціоністських заходів щодо торгівлі зі США у відповідь на американський протекціоністський закон Смута–Гоулі, що підвищив митні тарифи США на 20000 видів імпортованих товарів, в тому числі і з Канади. Тому Ліберальна партія зазнала поразки на федеральних парламентських виборах у Канаді, що відбулися 28 липня 1930 р. Ліберали здобули 89 місць з 245, в той час як консерватори — 135. 7 серпня 1930 р. У. Л. Макензі Кінг вдруге залишив посаду прем'єр-міністра Канади, а новий консервативний уряд очолив Річард Бедфорд Беннет (Richard Bedford Bennett). Ліберали опинилися в опозиції. На посаді лідера опозиції У. Л. Макензі Кінг практично не пропонував альтернативних підходів до розв'язання проблем, пов'язаних з соціально-економічною кризою, зосереджуючись передовсім на критиці конкретних дій уряду Р. Б. Беннета, та не перешкоджаючи йому на практиці провадити свій курс. Уряд консерваторів запровадив деякі далекосяжні реформи. Зокрема, у 1932 р. було засновано Канадську комісію з радіомовлення, що стала біля витоків Канадської корпорації радіопередач. У 1934 р., з метою впорядкування державної монетарної політики, було прийнято Закон «Про банк Канади» (Bank of Canada Act), відповідно до якого у 1935 р. було утворено Банк Канади, щоправда, як недержавну установу зі змішаною формою власності. З метою регулювання конкурентних умов для торгівлі зерновими у липні 1935 р. урядом Р. Беннета було створено Канадську зернову комісію (Canadian Wheat Board). Водночас, консервативний уряд не спромігся надати достатної допомоги провінційним урядам та муніципалітетам, на які покладалася основна відповідальність за соціально-економічне становище на місцях. Вкрай непопулярним заходом уряду Р. Беннета стало запровадження у 1932 р. 237 трудових таборів для молодих одиноких безробітних через низьку заробітну плату, важкі умови праці і проживання, незадовільне медичне обслуговування в цих установах. На відміну від лібералів У. Л. Макензі Кінга, консервативний уряд Р. Беннета був значно більш схильним до арештів профспілкових лідерів та силових поліцейських акцій проти мітингів протесту, робітничих страйків, невдоволень працівників трудових таборів. Консервативний лідер, на відміну від свого ліберального опонента, виявляв значно меншу гнучкість у взаємодії з новими політичними партіями та рухами Канади (Федерації кооперативної співдружності, Партії соціального кредиту тощо). Станом на 1935 р. уряд Р. Беннета став вкрай непопулярним в країні. Прем'єр-міністру не вдалося врятувати своє становище проголошенням у січні 1935 р. зміни урядової політики, відомої як «Новий курс». Відповідно до нього, з ініціативи уряду парламент прийняв закони про встановлення загальнонаціонального мінімуму заробітної плати, 8-годинного робочого дню, страхування з безробіття, урядового контролю за діяльністю монополій та умовами праці, підтримку федеральним урядом житлового будівництва для малозабезпечених. Однак нові закони не були ратифіковані провінціями через відцентрові тенденції в деяких з них та брак підготовчої роботи з імплементації цих реформ на провінційному рівні. Бюджетний дефіцит, брак національного прибутку також обмежували на той час можливості реалізації «Нового курсу» Р. Беннета. А у 1937 р. Верховний суд Канади визнав більшість цих законів неконституційними. На чергових парламентських виборах, що відбулися 14 жовтня 1935 р., Ліберальна партія виступила з гаслом «Кінг або хаос». Ліберали здобули впевнену перемогу: 171 депутатський мандат з 245. 23 жовтня 1935 р. У. Л. Макензі Кінг втретє обійняв посаду прем'єр-міністра Канади, що стало унікальним випадком в історії цієї країни.

### На чолі уряду напередодні Другої світової війни (1935—1939)
Внутрішні реформи
Незважаючи на скептичне ставлення Макензі Кінга до надмірного втручання держави в соціально-економічну сферу, ліберальний уряд Канади, що прийшов до влади у жовтні 1935 року, взяв за основу кейнсіанську політико-економічну модель, що передбачала посилення державних регуляторних функцій у монетарній політиці, стимулювання сукупного попиту через стимулювання зростання загального добробуту населення, створення державних корпорацій, що мали конкурувати з приватним бізнесом. Такі кроки пояснювалися в тому числі і успіхами такої моделі у США, запровадженої урядом президента Ф. Д. Рузвельта. На час приходу до влади третього уряду У. Л. Макензі Кінга економічна криза пройшла свій найгостріший період. Відновилися пільгові умови американо-канадської торгівлі та приплив американських інвестицій до канадської економіки. Обсяг федерального бюджету почав зростати. Це дозволило канадському уряду відновити курс на розбудову держави всезагального добробуту. У 1937 р. канадський уряд затвердив Федеральний план поліпшення житла (Federal Home Improvement Plan), а у 1938 р. парламент ухвалив «Національний житловий акт» (National Housing Act). Відповідно до цих документів, було розпочато програму житлового будівництва для малозабезпечених сімей, що на 80-90 % фінансувалася федеральним урядом. 19 травня 1939 р. канадський парламент ухвалив Закон «Про навчання молоді» (Youth Training Act), за яким федеральний уряд зобов'язувався надавати провінціям та муніципалітетам фінансову підтримку для набуття та зміни кваліфікації безробітною молоддю віком від 16 до 30 років. На федеральному рівні відповідальність за реалізацію цієї програми покладалося на міністерство праці. Крім того, канадський уряд надавав безробітним можливість для придбання у преріях землі та реманенту на пільгових умовах за рахунок власних дотацій. Зростання навантаження на федеральний бюджет внаслідок запровадження цих програм тягло за собою потребу у перегляді федерально-провінційних відносин у Канаді, який мав передбачити надання Оттаві додаткових джерел бюджетних надходжень, а також посилення функцій федерального уряду у соціально-економічній сфері. З метою дослідження проблем розвитку федерально-провінційних відносин у Канаді та надання рекомендацій у цій царині 1937 р., з ініціативи У. Л. Макензі Кінга, було створено Королівську комісію з питань перегляду федерально-провінційних відносин.
Період 1935—1939 рр. позначився створенням нових державних корпорацій та установ, що мали стимулювати соціально-економічний розвиток країни. У 1936 р. на основі Канадської радіомовної комісії, створеної ще консервативним урядом Р. Беннета, було засновано державну Канадську радіомовну корпорацію (СВС). На нову корпорацію покладався обов'язок здійснення контролю за радіомовленням на національній радіомережі, причому пріоритет надавався канадським національним програмам, задля ведення яких наймалися канадські ведучі. Федеральний уряд виділяв значні кошти на будівництво нових радіостанцій Сі-Бі-Сі від Атлантичного до Тихого океанів, сприяючи тим самим творенню єдиного медіапростору країни. У 1937 р., з ініціативи міністра транспорту Кларенса Хау (Clarence Decatur Howe), було засновано державну корпорацію «Трансканадські авіалінії» (Trans-Canada Airlines), що активно сприяла розвитку авіатранспорту всередині країни та її міжнародного транспортного сполучення. У 1938 р. було цілковито націоналізовано провідну банківську та фінансово-регуляторну установу — Банк Канади. У 1939 р. урядом Макензі Кінга було засновано Національну кінематографічну раду Канади (National Film Board of Canada).
Реконструкція Оттави
У. Л. Макензі Кінг вбачав основами розвитку та планування міста такі засадничі компоненти: соціальне планування, озеленення та паркове будівництво, архітектурна краса та ідея розвитку міста як центру науки. На основі свого бачення розвитку міста у 1937 р. прем'єр-міністр Канади ініціював процес масштабної реконструкції столиці країни — м. Оттави під проводом французького архітектора Жака Гребе (фр. Jacques Gréber), визначного спеціаліста в галузях ландшафтної архітектури та містобудівного проектування, який мав значний досвід роботи як у Європі, так і в США. На основі цієї ініціативи був розроблений «План Гребе», який передбачав розвиток Оттави та столичного регіону країни на 50 років. На основі цього плану, реалізація якого була перервана Другою світовою війною, було розбудовано озеленення та площу, що оточує Національний військовий меморіал, парк Мейджор-Хілл (Major's Hill Park) в центральній частині міста, Парк Конфедерації (Confederation Park), а також «зелений пояс» навколо столиці. «План Гребе» також передбачав винесення залізничних колій з центру на околиці міста, будівництво нових мостів та реконструкцію набережної, оптимізацію розташування федеральних урядових установ, відновлення прибережних земель біля р. Оттава. Цей документ вперше розглядав розвиток Оттави та столичного регіону як єдиної інтегрованої системи соціального, економічного та екологічного розвитку. На основі «Плану Гребе» було зведено нові монументальні будівлі Національного театру, Національної галереї та Національної бібліотеки і архіву Канади. «План Гребе» залишається основою для планування розвитку столиці Канади і нині.
Зовнішня політика. Зближення зі США. Умиротворення нацистської Німеччини
Прихід до влади третього уряду У. Л. Макензі Кінга сприяв пожвавленню американо-канадської економічної кооперації та політичної співпраці. Цьому сприяли регулярні зустрічі та налагодження конструктивних відносин глави канадського уряду з тогочасним Президентом США Ф. Д. Рузвельтом. 15 листопада 1935 р. було підписано нову торгівельну угоду між США і Канадою, що передбачала взаємозниження митних тарифів. Ця угода сприяла цілковитому відновленню ділової активності в Канаді до рівня 1929 р. станом на 1937 р., зростанню обсягів іноземних інвестицій до канадської економіки, значному подоланню проблеми безробіття. У 1938 р. американським та канадським урядами було ініційоване спорудження морського шляху р. Св. Лаврентія, що з'єднує систему Великих озер з Атлантичним океаном. Цей довгостроковий проект передбачав запровадження океанічного судноплавства на Великих озерах та по р. Св. Лаврентія. а також спорудження гідроенергокомплексів. Океанічне судноплавство рікою Св. Лаврентія було відкрито у 1959 р. Окрім економічних вигод та модернізації промисловості, таке зближення Канади зі США породжувало і небезпеки надмірної економічної та політичної залежності Канади від сильнішого партнера. Уряд Макензі Кінга намагався збалансувати таку залежність за рахунок збереження та розвитку традиційних економічних зв'язків з Великою Британією, обмеженого пожвавлення торгівлі з СРСР, активізації економічної співпраці з Францією та Японією. Було започатковано економічну співпрацю Канади з Латиноамериканськими країнами.
Всупереч власним антитоталітарним переконанням та усвідомленню необхідності міжнародної кооперації з розв'язання глобальних проблем людства, У. Л. Макензі Кінг наприкінці 1930-х рр. підтримував політику умиротворення фашистської Італії та нацистської Німеччини. Це пояснювалося оманливим особистим враженням прем'єр-міністра Канади від зустрічі з А. Гітлером у Берліні на початку червня 1937 р., зосередженістю канадського уряду передовсім на внутрішніх проблемах — подоланні наслідків економічної кризи, а також загрозі загострення розколу між англо- та франкоканадцями у випадку участі канадського війська в європейському конфлікті. 2 грудня 1935 р. канадський уряд офіційно заявив, що не запровадить санкцій проти Італії через її агресію в Ефіопії під час обговорення цієї проблеми у Лізі Націй. У березні 1936 р., під час міжнародної кризи, пов'язаної із введенням німецьких військ до Рейнської демілітаризованої зони, Макензі Кінг виключив можливість участі його країни у силовому врегулюванні даного порушення міжнародних договорів, посилаючись на небезпеку нового етнонаціонального розшарування в країні. Виступаючи в парламенті Канади у травні 1938 р., глава канадського уряду відверто визнав неспроможність Ліги Націй у врегулюванні серйозних міжнародних криз. Альтернативою У. Л. Макензі Кінг вважав можливість створення нової глобальної міжнародної безпекової організації під егідою США. Таку ідею він вперше висловив на імперській конференції, що відбувалася у Лондоні наприкінці травня 1937 р. В офіційному листі до британського прем'єр-міністра Н. Чемберлена з приводу укладання Мюнхенської угоди 1938 р. між Британією, Францією, Німеччиною та Італією, що передбачала передачу Судетської області Чехословаччини Третьому Рейху, прем'єр-міністр Канади висловив своє «Захоплення з приводу тієї послуги, яку Ви (тут — Н. Чемберлен) зробили для людства». Щоправда, під час свого візиту до Берліну у червні 1937 р. Макензі Кінг попередив А. Гітлера, що Канада всебічно підтримає Велику Британію у випадку німецької агресії проти цієї країни. Водчевидь, розчленування нацистською Німеччиною Чехословаччини у березні 1939 р. розвіяло помилкові сподівання канадського прем'єр-міністра на ефективність політики умиротворення агресора з метою уникання нової масштабної війни в Європі.
Наростання міжнародної нестабільності та загрози нового глобального збройного конфлікту змусили канадський уряд до збільшення військового бюджету, починаючи з 1937 р., а також переозброєння армії та флоту. Однак цих зусиль було недостатньо для забезпечення оборони чималої території та обох берегових ліній Канади. Тому У. Л. Макензі Кінг активізував військово-політичну взаємодію своєї країни зі США. З січня 1938 р. розпочалися регулярні наради військового керівництва обох країн. 18 серпня 1938 р. у своїй промові в м. Кінгстон, Онтаріо Президент США Ф. Д. Рузвельт заявив, що його країна не залишиться нейтральною в разі нападу будь-якої іншої держави на Канаду. Макензі Кінг зі свого боку запевнив американський уряд в тому, що в разі війни США з Японією Канада надасть можливість транзиту американської продукції до Аляски через свою територію. 10 червня 1939 р. США та Канада зняли заборону на мілітаризацію Великих Озер, запроваджену ще 1817 р.

### Друга світова війна (1939—1945)

#### Участь збройних сил Канади у бойових діях
10 вересня 1939 р. Канада оголосила війну нацистській Німеччині. У часи «Дивної війни» (1939—1940) та «Битви за Велику Британію» (1940—1941) канадський уряд відправив до британських островів 43 тисяч добровольців (передовсім, англоканадців), командування якими було доручено генералу Ендрю Макнотону (Andrew McNaughton). У серпні 1942 р. канадські добровольці брали провідну роль у здійсненні десантної операції союзників з оволодіння портом Дьєпп на Північному узбережжі Франції (операція «Ювілей»). Ця операція була невдалою, а втрати союзників склали 3623 піхотинців, 555 моряків та 119 літаків. Влітку 1943 р. канадські війська, разом з британськими та американськими, брали участь у висадці союзників на о. Сицилія та у звільненні Риму, а у червні 1944 р. — у висадці в Нормандії та у звільненні Нідерландів. До листопада 1944 р. лише добровольці з Канади брали участь у бойових діях в Європі. Обмежені контингенти канадських збройних сил брали участь у війні з Японією. 
Чималу роль (поруч зі США) відіграла Канада в обороні британських володінь на Західній Півкулі — Ньюфаундленду та Лабрадору, які могли стати плацдармом для вторгнення противника на північноамериканський континент. У червні 1941 р. 3 канадські піхотні батальйони та підрозділ берегової артилерії прибули до о. Ньюфаундленд. В подальшому це створило передумову для входження Ньюфаундленду та Лабрадору до складу Канади у 1949 р.
Важливим внеском Канади в оборону Великої Британії була її провідна роль у здійсненні програми «План навчання льотчиків Британської Співдружності» — БКАТП (англ. British Commonwealth Air Training Plan), започаткованої у грудні 1939 р. У часи Другої світової війни за програмою БКАТП у Канаді було випущено 131 тис. військових льотчиків, механіків, інструкторів з Британії, Канади, Австралії та Нової Зеландії.
Відповідальну роль взяла на себе Канада в охороні водних комунікацій через Атлантику. Уряд Макензі Кінга провадив активну розбудову військово-морського флоту країни. З березня по червень 1941 р. ВМФ країни зріс від 22 суден до 113, а наприкінці війни він становив понад 400 суден. 1943 р. Канада забезпечувала 43% конвоїв через Північну Атлантику, а 1944 р. — майже 100%. У вересні 1943 р. було потоплено канадський ескортний міноносець «Сент-Круа» (HMCS St. Croix), на якому загинув лейтенант-хірург Уїльям Лайон Макензі Кінг II — племінник прем'єр-міністра Канади, син його молодшого брата Макса, названий на честь дядька.
До кінця війни 1,1 мільйон чоловіків і жінок служило у канадської армії. Однак незворотні людські втрати (загиблі) Канади у Другій світовій війні були не надто значними — 41992 чоловік, або 3,86% від усього складу збройних сил (у часи Першої світової війни ці втрати Канади становили 60661 чол. або 9,65% від особового складу збройних сил). Це стало  наслідком і «Політики обмеженої повинності», яку провадив уряд У. Л. Макензі Кінга щодо проблеми несення канадцями військової служби поза межами Західної Півкулі.

#### Проблема конскрипції та відносин між англо- та франкоканадцями
7 вересня 1939 р. У. Л. Макензі Кінг, аби уникнути загострення суперечностей між англо- та франкоканадцями, зобов'язався надавати всебічну економічну підтримку Великій Британії у її протистоянні з Третім Рейхом, однак утримувати канадське військо від воєнних операцій в Європі, обмежуючись спільною зі США обороною Північноамериканського континенту.  Проблема національної єдності країни стала пріоритетною для воєнної політики глави канадського уряду, який прагнув уникнути повторення досвіду Першої світової війни та подолати наслідки розколу між англо- та франкоканадцями, спричиненого нею. Фактично прем'єр-міністр зобов'язувався не мобілізовувати канадців для задіяння на європейському театрі війни, обмежуючись відправкою до Великої Британії лиш добровольців. Ця компромісна позиція дозволяла зберегти баланс між позиціями англоканадців, які у більшості виступали за всебічну підтримку Великої Британії, та франкоканадців, які розглядали будь-яку участь у війні в Європі як війну за чужі їм інтереси. Такий курс уряду У. Л. Макензі Кінга консолідував канадське суспільство, здобув довіру та підтримку обох найвпливовіших етнонаціональних спільнот, сприяв беззаперечному успіху Ліберальної партії на парламентських виборах 26 березня 1940 р. — ліберали здобули 179 парламентських мандатів з 245. Закон "Про мобілізацію національних ресурсів" (National Resources Mobilization Act), прийнятий 21 червня 1940 р., надавав уряду право на мобілізацію громадян до збройних сил виключно для оборони Канади. Це свідчило про дотримання урядом Макензі Кінга обіцянки утримуватися від примусової мобілізації до війська для участі у війні в Європі. Питання про конскрипцію неодноразово виникало протягом 1942—1944 рр., що було пов'язано з численними демонстраціями на підтримку запровадження всезагальної воїнської повинності у Калгарі, Ванкувері, Нью-Вестмінстері та інших великих англоканадських містах. Питання про активізацію участі Канади у війні було поставлено Консервативною партією та створеним нею у Південному Йорку (січень 1942 р.) комітетом «За всезагальну війну», що складався з 200 впливових представників громадськості. Англоканадські міністри —прихильники конскрипції були наявні і всередині ліберального кабінету. До таких належали міністр національної оборони Дж. Ролстон (James Ralston), міністр фінансів Дж. Айлслі (James Ilsley), міністр національних ресурсів Т. Крерар. Водночас, міністри, що представляли Квебек: юстиції — Л. Сен-Лоран, що став другою людиною в уряді після смерті Е. Лапуанта, авіації — Ч. Пауер, транспорту — А. Карден — виступали рішучими противниками конскрипції. 27 квітня 1942 р. у Канаді було проведено референдум, який поставив перед канадцями питання, чи згодні вони звільнити федеральний уряд від зобов'язання не запроваджувати конскрипцію, даного Макензі Кінгом 7 вересня 1939 р. 75% тих, хто взяли участь у референдумі, відповіли позитивно, однак 66% населення Квебеку виступило проти. 80% усього франкоканадського населення в усіх провінціях не надали згоду на відправлення канадського війська на Європейські фронти. Незважаючи на те, що за результатами референдуму У. Л. Макензі Кінг звільнявся від зобов'язань, даних ним у вересні 1939 р., з метою збереження національної єдності у країні прем'єр-міністр не розпочав конскрипції. Загальновідомими стала фраза, сказана ним під час парламентських дебатів, що обговорювали результати референдуму у червні — липні 1942 р.: «Конскрипція не є необхідною, однак буде запроваджена в разі необхідності» («Not necessarily conscription, but conscription if necessary»). Влітку — восени 1944 р. питання про конскрипцію знов постало на суспільному порядку денному. Бойові втрати канадців у Північній Франції довели недостатність добровільного набору особового складу збройних сил. Про незадовільний стан резервів 1-ї Канадської армії в Європі доповів на засіданні військового комітету уряду 19.10.1944 р. міністр національної оборони Дж. Ролстон, який наполягав на конскрипції. Військове керівництво країни вимагало відправки до Європи 15 тисяч військовослужбовців. У. Л. Макензі Кінг звільнив Дж. Ролстона з посади, призначивши на його місце колишнього командувача канадськими військами у Великій Британії Е. Макнотона, сподіваючись, що його авторитет та популярність сприятимуть вербуванню нових добровольців. Новий міністр звернувся до нації, закликавши громадян добровільно піти на військову службу, однак його звернення не мало успіху. Не були успішними звернення Макензі Кінга до Президента США Ф. Рузвельта та прем'єр-міністра Великої Британії У. Черчілля, які фактично відмовили у підтримці 1-ї Канадської армії американськими та британськими резервами. 23 листопада 1944 р. Макензі Кінг був вимушений оголосити в парламенті наказ про обов'язковий набір та відправку до Європи 16 тисяч чоловік. В таких умовах франкоканадські міністри (окрім Ч. Пауера) не поставили питання про свій вихід з Кабінету, а у Квебеку акції громадянської непокори були незначними, адже попередня діяльність федерального уряду з питання конскрипції сприяла зростанню довіри франкоканадського населення до нього. Позиція уряду У. Л. Макензі Кінга в питанні конскрипції сприяла збереженню національної єдності Канади, подоланню наслідків розколу між англо- та франкоканадцями часів Першої світової війни, мінімізації людських втрат в умовах Другої світової війни.

#### Дипломатична діяльність. Нова зовнішньополітична доктрина Канади
У період 1939—1941 рр. пріоритетом зовнішньополітичної діяльності уряду Макензі Кінга було ствердження самостійної ролі та авторитету Канади у відносинах зі США та Великою Британією в межах "Північноатлантичного трикутника: Лондон—Вашингтон—Оттава" в якості впливового посередника. Такі можливості пояснювалися тим, що у цей період США утримувалися від вступу у війну на боці антигітлерівської коаліції, в той час як Велика Британія до червня 1941 р. стала фактично єдиною країною Європи, що чинила опір нацистській агресії. У той період, коли США, обмежені законами про нейтралітет, не мали право отримувати від Британії замовлення для військової промисловості, Канада набула ролі не лише основної бази перевезення озброєння США до Британських островів, а й основного арсеналу Британської Співдружності. З літа 1940 р. різко зросли розміщення британських військових замовлень у Канаді, репатріація з Великої Британії канадських цінних паперів, продаж англійських інвестицій до канадської економіки. Канаді було передано і частину золотих резервів Лондона. У часи "Битви за Англію" 1940—1941 рр. Канада відіграла важливу дипломатичну роль в угоді між США та Великою Британією про дозвіл на розміщення американських військ для оборони британських володінь на Західній Півкулі в обмін на постачання Британії американських есмінців, причому о. Ньюфаундленд був проголошений спільною територією оборони США та Канади. У цей час У. Л. Макензі Кінг разом з Ф. Д. Рузвельтом висували ініціативу з евакуації до Канади британського уряду та королівської родини, створення там тимчасової метрополії Британської Імперії. Однак новий прем'єр-міністр Великої Британії У. Черчілль не пристав на цю пропозицію.
Із прийняттям Закону США "Про ленд-ліз" (11 березня 1941 р.) та вступом цієї країни у війну на боці антигітлерівської коаліції (7 грудня 1941 р.) Канада втратила можливості здійснення посередництва між урядами США та Великої Британії, перетворившись фактично на молодшого партнера обох наддержав. Передовсім, зростав влив США на зовнішню і внутрішню політику Канади. Це пояснювалося як об'єктивними причинами (необхідність оборони території Канади в разі зовнішнього вторгнення, кооперування американської і канадської військово-промислових потужностей, перетворення американської економіки на провідну економіку світу), так і прагненням американських еліт до поширення "Доктрини Монро" на Канаду. 17 серпня 1940 р. США та Канада уклали Огденсберзьку угоду, згідно з якою було утворено спільну американо-канадську Раду оборони. На цей орган покладалося завдання розробки рекомендацій для урядів обох країн щодо розподілу військово-технічної допомоги, вироблення диспозиції військ у разі нападу країн "Вісі Рим — Берлін — Токіо", співпраці в галузях інтеграції виробничих зусиль та наукової співпраці в оборонній сфері. З метою збереження позицій Канади у військово-промисловому виробництві для забезпечення потреб оборони Великої Британії 20 квітня 1941 р. У. Л. Макензі Кінг підписав з Ф. Д. Рузвельтом Гайд-Паркську угоду, яка передбачала кооперування американської та канадської військово-промислових потужностей. Була досягнута домовленість, за якою було виключено дублювання випуску військово-промислової продукції у США та Канаді. На Канаду також покладалося зобов’язання виробляти для американського ленд-лізу товари, які не вироблялися у США. Задля контролю за виконанням угоди було створено спільні американо-канадські комітети з питань виробництва матеріалів та військової продукції.
Оскільки після вступу США у Другу світову війну політичний вплив Канади в межах антигітлерівської коаліції та "Північноатлантичного трикутника" послабився, У. Л. Макензі Кінг не був учасником конференцій глав держав та урядів США, СРСР, Великої Британії у Тегерані (1943), Ялті та Потсдамі (1945), а також переговорів американського та британського лідерів у Квебеку (1943, 1944) та Думбартон-Окс (1944), де обговорювалися та приймалися найважливіші рішення з повоєнної організації глобальної міжнародної системи. Зусилля канадського лідера зосередилися передовсім на відстоюванні інтересів власної країни та її ствердженні в якості провідної середньої держави по Другій світовій війні. На Конференції прем'єр-міністрів країн Британської Співдружності в Лондоні (1-16 травня 1944 р.) У. Л. Макензі Кінг чинив рішучий опір ініціативі британського прем'єр-міністра У. Черчілля щодо створення Європейського регіонального союзу на чолі з Великою Британією разом з домініонами, за якою Британія та її домініони мали виступати як єдиний політичний організм, в межах якого Лондон мав чинити визначальний вплив на формування спільного зовнішньополітичного курсу. На цій конференції Британія була змушена остаточно відмовитися від поняття "Імперська зовнішня політика", вперше в історії зовнішньополітична діяльність домініонів була офіційно відокремлена від зовнішньої політики Британського Королівства.
12 червня 1942 р. уряд У. Л. Макензі Кінга встановив дипломатичні відносини з СРСР.
З 1942 р., коли перемога антигітлерівської коаліції була лише питанням часу, канадське політичне керівництво почало приділяти значну увагу виробленню повоєнної зовнішньополітичної доктрини країни. Це завдання покладалося на міністерства закордонних справ, національної оборони, фінансів, Банк Канади. Задля координації їх діяльності було створено міжвідомчий комітет з питань повоєнних проблем. Науковим забезпеченням формування зовнішньополітичного курсу Канади мав займатися створений у часи війни Інститут міжнародних відносин. Таким чином, у часи Другої світової війни в Канаді склався механізм довгострокового планування зовнішньої політики. Нова зовнішньополітична доктрина передбачала відхід від ізоляціоністської "Доктрини Дандюрана", якої дотримувалися уряди У. Л. Макензі Кінга у міжвоєнні роки, та більшою мірою відповідала ідеям прем'єр-міністра Канади, викладених ним у праці "Індустрія та людяність". Ця доктрина передбачала активну участь Канади у міжнародних організаціях з метою захисту міжнародного права та цінностей, що поділяли Об’єднані Нації. Причому така активна участь у діяльності міжнародних інституцій мала зміцнити самостійність зовнішньої політики країни, послабити її політичну залежність від Великої Британії та США. Співпраця з Великою Британією та країнами Співдружності розглядалася як участь у рівноправній асоціації суверенних націй з відмовою від підтримки ініціатив імперської централізації. Проголошувався курс на партнерство Канади зі США з відмовою від беззастережної підтримки американських ініціатив, що суперечать канадським інтересам, а також від орієнтації на зовнішньополітичний курс США в межах міжнародних організацій.
9 липня 1943 р. на засіданні Палати громад канадського парламенту У. Л. Макензі Кінг вперше виклав функціональний принцип представництва держав у міжнародних організаціях. Сутність функціонального підходу полягала у тому, що великі та малі держави мали отримати рівноправне членство у тих спеціалізованих організаціях, створених під егідою ООН, в діяльність яких вони могли б зробити найбільший внесок, виходячи з національного потенціалу. На думку канадського лідера, такий підхід являв собою компромісний шлях між задекларованою рівністю націй та необхідністю ефективного міжнародного представництва. Такий підхід сприяв отриманню Канадою членства та впливу у багатьох спеціалізованих функціональних організаціях, таких як Продовольча та Сільськогосподарська Організація при ООН, Міжнародна Організація Цивільної Авіації. Канадський функціональний підхід знайшов своє відображення у структурі та функціях Ради Економічного та Соціального Розвитку (ЕКОСОР) ООН, на яку було покладено завдання організації міжнародної співпраці у всіх сферах економіки та культурного розвитку, і яка складалася з відносно незалежних спеціалізованих організацій. На установчій конференції ООН у м. Сан-Франциско (1945 р.) канадській делегації на чолі з Макензі Кінгом вдалося досягти успіху у розширенні повноважень ЕКОСОР щодо її права проводити дослідження та складати доповіді з різноманітних міжнародних питань в економічній, соціальній та культурній сферах, а також пропонувати з цих питань рекомендації. Канадські делегати також внесли поправку, згідно з якою ЕКОСОР надавалося право консультації з неурядовими організаціями, що діють у тих же галузях, що й спеціалізовані організації під координацією Економічної та Соціальної Ради. Ідея залучення неурядових організацій з правом дорадчого голосу до міжнародної діяльності, а також здійснення ними тиску на національні уряди з метою розв'язання міжнародних проблем була відображена у праці У. Л. Макензі Кінга "Індустрія та людяність".
Функціональний підхід також став наріжним каменем поглядів канадського керівництва і на майбутню структуру Ради Безпеки (РБ) ООН та принципи обрання її непостійних членів. Прем’єр-міністр Канади погодився з постійним членством у РБ ООН світових наддержав через їх економічну та військову потужність та здатність зробити найбільший внесок у забезпечення впровадження колективних санкцій, однак Макензі Кінг запропонував розмежувати малі та середні держави і надати останнім право пріоритету у входження до Ради Безпеки в якості непостійного члена. Канада розглядалася ним як одна з провідних середніх держав світу. Ініціатива про розмежування малих та середніх держав не відповідала перш за все інтересам США, керівництво яких усвідомлювало прагнення канадської політичної еліти послабити американський вплив на зовнішню політику їх країни шляхом протиставлення США коаліції середніх держав. Велика Британія зголосилася на таку пропозицію, адже її керівництво вбачало в Канаді представника інтересів Імперії та Співдружності на Північноамериканському континенті та противагу американському впливу. Радянське керівництво погодилося підтримати канадську ініціативу лише за умов прийняття до ООН усіх союзних республік СРСР. Радянські умови не були сприйнятними ані для Британії, ані для США, тому як радянська, так і канадська ініціативи успіху не мали.

#### Розвиток економіки. Технологічна модернізація
Віддаленість Канади від бойових дій, зростання британських та американських інвестицій в її економіку надали уряду У. Л. Макензі Кінга можливість впровадити масштабну технологічну модернізацію країни. Провідну роль у цьому процесі відіграв здібний бізнесмен та менеджер Кларенс Декатур Хау, який у 1940—1944 рр. обіймав посаду міністра боєприпасів та постачання (Minister of Munitions and Supply), відповідав за координацію розвитку національної промисловості, а у 1944 р. був призначений міністром реконструкції, що відповідав за матеріальне та наукове забезпечення повоєнної конверсії, а також за приватизацію державних підприємств. У 1940 р. задля виконання військових замовлень канадський уряд запровадив державний контроль за промисловим виробництвом та розподілом ресурсів. У 1940–1945 рр. з ініціативи уряду в Канаді було створено 28 державних корпорацій, які займалися закупівлею сировини та обладнання для військової промисловості, житловим будівництвом. Було призначено 17 урядових контролерів, кожен з яких відповідав за стан певної важливої промислової галузі промисловості. Протягом Другої світової війни державні інвестиції у військову промисловість Канади становили 8,9 млрд. канадських доларів, які були спрямовані на мобілізацію незадіяних промислових потужностей та створення нових. Найбільша кількість цих інвестицій була використана на розбудову хімічної промисловості, авіабудування, суднобудування. В часи Другої світової війни канадська промисловість засвоїла випуск 200 видів продукції, яка раніш була імпортована, в тому числі і верстатобудування, радіотехнічне будування і будування оптичних систем для озброєння, виробництво синтетичного каучуку, урану. Уряд Макензі Кінга приділяв значну увагу розвитку сільського господарства, відповідно до потреб війни. Відбувалося стимулювання виробництва м’яса, картоплі, яблук, цибулі, зростали ціни на урядові закупівлі цих типів сільськогосподарських товарів. Встановлювалися пільгові ціни та надавалися дешеві кредити на закупівлю сільськогосподарської техніки — тракторів, комбайнів, вантажівок, переважно американського та канадського виробництва. Валова вартість усієї сільгосппродукції, виробленої в Канаді, та прибутки фермерів зросли протягом Другої світової війни понад в 2 рази. Таким чином, протягом Другої світової війни за сприяння уряду Макензі Кінга у Канаді відбулися докорінні структурні зміни економіки. Якщо протягом 1920-х рр. провідними галузями економіки Канади були обробна промисловість, сільське господарство, будівництво, лісова та гірничовидобувна промисловості, то після Другої світової війни провідними галузями стали авіабудування, суднобудування, хімічна промисловість. З метою запобігання повоєнній економічній кризі, пов’язаній з конверсією, 2/3 потужностей військової промисловості будувалися з урахуванням полегшеного переходу на мирне виробництво. Державний бюджет Канади у 1939–1945 рр. зріс з 6 до 12 млрд. канадських доларів. У перші повоєнні роки Канада вийшла на третє місце у світі за обсягом промислового виробництва.
Уряд Макензі Кінга приділяв значну увагу розвитку науки в Канаді у воєнні роки. 1942 р. канадський уряд розширив повноваження Національної Ради Досліджень (The National Research Council), перетворивши її на масштабну воєнну науково-дослідницьку організацію, що відповідала і за міжнародну співпрацю вчених країн "Північноатлантичного трикутника", особливо у оборонній сфері. У лабораторіях університету Торонто були розроблені вибухова речовина RDX, проекти зенітно-ракетних комплексів, радарних установок, атомних реакторів. У 1941 р. було створено канадську службу сигнальної розвідки, що займалася перехопленням та розшифровкою німецьких та японських радіоповідомлень в тісній взаємодії з аналогічними службами США та Великої Британії. Канадська Королівська Кінна Поліція, якій були придані функції контррозвідки, разом з північноамериканським представництвом Британської служби зовнішньої розвідки брала спільну участь у роботі "Станції М" – надсекретної лабораторії, де вносилися дезінформаційні зміни до повідомлень агентів країн "Вісі" Рим – Берлін – Токіо, що діяли у Північній Америці. У 1942 р. під керівництвом Національної Ради Досліджень було засновано Монреальську дослідницьку лабораторію (Montreal Laboratory), де канадські та британські вчені розпочали спільні ядерні дослідження. 1944 р. у 180 км. від Оттави було засновано Лабораторії Чок Рівер (Chalk River Laboratories), куди перемістився центр ядерних досліджень Канади. У 1945 р. в Лабораторіях Чок Рівер розпочав роботу перший у Канаді ядерний реактор ZEEP. Макензі Кінг дбав і про наукові засади управління суспільством, вдосконалення зворотного зв’язку між урядом та суспільством. У січні 1941 р. в Канаді було засновано Інститут громадської думки, що проводив соціологічні опитування з усіх важливих питань як зовнішньої, так і внутрішньої політики.

#### Соціальні реформи
Економічне зростання та великі надходження до державного бюджету в умовах Другої світової війни активізували соціально-реформаторську діяльність ліберального канадського уряду. Ще у 1937 р., з метою вдосконалення фіскальної системи та системи соціального забезпечення в Канаді уряд Макензі Кінга призначив Королівську Комісію з питань перегляду федерально-провінційних відносин на чолі з Н. Рауеллом та Ж. Сіруа (Rowell—Sirois Commission), яка завершила свою роботу у 1940 р. Комісія Рауелла—Сіруа рекомендувала передати у відання федерального уряду відповідальність за страхування з безробіття та борги провінцій, встановлення загальнонаціонального прожиткового мінімуму. Задля забезпечення даних повноважень податки з прибутків фізичних осіб та корпорацій, а також податок зі спадку мали бути передані з провінційної сфери компетенції до федеральної. У. Л. Макензі Кінг підтримав рекомендації комісії Рауелла—Сіруа, запропонував їх імплементувати на провінційному рівні на федерально-провінційній конференції у січні 1941 р. Однак прем’єр-міністри провінцій-донорів (Онтаріо та Британська Колумбія) відмовилися надати згоду на відповідні зміни до канадської конституції. До сфери федеральної відповідальності було передано лише питання страхування безробіття. Макензі Кінг обрав шлях втілення рекомендацій комісії Рауелла—Сіруа через індивідуальні договори федерального міністерства фінансів з урядами провінцій. У 1941 р. в Канаді було запроваджено страхування з безробіття, що фінансувалося спільно федеральним урядом, урядами провінцій та самими робітниками, у 1944 р. – державну допомогу родинам з неповнолітніми дітьми та допомогу з народження дитини ("Baby bonus"). У 1943 р. канадський парламент прийняв Закон про фізичне здоров’я нації, що передбачав урядову підтримку провінцій та муніципалітетів для організації ними культурних та спортивних програм. 1945 р. федеральний уряд зобов’язався надавати фінансову та матеріальну підтримку громадським медичним закладам, підтримувати за рахунок державних дотацій фіксовані ціни на сільськогосподарську продукцію, надавати субсидії на житлове будівництво. Задля виконання замовлень промисловості та подолання безробіття у 1942 р. при міністерстві праці Канади було створено Національну службу вербування (НСС), що реєструвала робітників, відбирала кваліфікованих та розподіляла їх на роботу у військову промисловість, сільське господарство, а також відповідала за отримання ними кваліфікації. В роки війни на заводах та фабриках кваліфікацію отримали 360 тис. робітників. Задля вдосконалення забезпечення прав робітників 17.02.1944 р. були прийняті "Правила трудових відносин у воєнний час", що зобов’язали підприємців визнати профспілки та укласти колективні договори. Задля часткового забезпечення рівномірності зростання доходів робітників уряд зобов’язав підприємців встановлювати заробітну плату, не нижчу за встановлений парламентом мінімум.
З 1942 р. з ініціативи У. Л. Макензі Кінга розпочалася розробка нової програми соціального розвитку Канади з боку ліберальної партії та федерального уряду. З цією метою були утворені консультативні комітети, до яких входили урядовці, активісти Ліберальної партії, представники профспілок та інших громадських організацій. Нова програма передбачала створення єдиної системи охорони здоров’я та соціального забезпечення, страхування з безробіття, консультації з громадськістю з питань економічного та соціального розвитку. Водночас, будучи прихильником держави всезагального добробуту, Макензі Кінг розглядав перспективу її розбудови на ліберальних засадах, уникаючи збереження надмірного державного контролю за промисловістю та великого державного сектору у повоєнні роки. Прем’єр-міністр Канади наголошував, що «бідність і негаразди, нужденність та нещастя – вороги, яких лібералізм буде прагнути вигнати з землі…».

#### Контроверсії
У. Л. Макензі Кінга небезпідставно звинувачували у білому расизмі та антисемітизмі. Ще на початку XX ст., на посадах заступника міністра та міністра праці майбутній прем’єр-міністр Канади виступав рішучим противником азійської (передовсім, китайської) імміграції до країни, вважаючи її загрозою для англосаксонських інституцій та правопорядку в країні. З початку 1942 р., в умовах війни з Японією, канадський уряд затримав та позбавив права власності понад 90% канадців японського походження — близько 21000 осіб, які проживали передовсім у Британській Колумбії. Уряд продав їх будинки та підприємства, щоб оплатити їх утримання. Щоправда, до подібних заходів вдавався і уряд США в умовах Другої світової війни. У 1988 р. тогочасний прем'єр -міністр Канади Брайан Малруні (Brian Mulroney) приніс вибачення від імені канадського уряду за кривду, яку той скоїв проти етнічних японців у часи Другої світової війни. Макензі Кінг вкрай неприхильно ставився до надання притулку єврейським біженцям — втікачам з нацистської Німеччини протягом 1930-х рр. та Другої світової війни, вважаючи єврейське населення непридатним до асиміляції, зміни релігійних та культурних переконань, пристосування до законів та традицій країни, що його приймає. Лиш 5000 єврейських втікачів часів Голокосту знайшли притулок у Канаді, всупереч позиції прем'єр-міністра. Відомою стала відповідь високопоставленого канадського чиновника на запит, скільки єврейських біженців необхідно прийняти країні в умовах нацистського переслідування євреїв у Європі: "Жоден — це вже забагато" ("None is too many").

### Перші повоєнні роки (1945—1948)

#### Внутрішня політика
На чергових парламентських виборах, що відбулися в Канаді 11 червня 1945 р., ліберальна партія виступила з гаслом побудови нового соціального порядку, що мав базуватися на державі всезагального добробуту. Це дозволило лібералам суттєво випередити соціал-демократичну Федерацію кооперативної співдружності. Водночас, попри забезпечення ефективного лідерства у воєнних умовах, Ліберальна партія Канади здобула лише 118 місць з 245, передовсім за рахунок Квебеку та Приморських провінцій. Це було пов'язано з падінням популярності Макензі Кінга серед англоканадців — прихильників конскрипції, а також в армійських колах. Прем'єр-міністр зазнав поразки у власному виборчому окрузі Принц Альберт, провінція Саскачеван, який він представляв у парламенті протягом 19 років. Макензі Кінг був вимушений переобиратися від більш надійного округу Гленгаррі, провінція Онтаріо, яким поступився вже обраний від нього депутат-ліберал. Хоча у 1945 р. Ліберальна партія Канади не здобула парламентської більшості, У. Л. Макензі Кінг спромігся сформувати стабільний уряд меншості за рахунок підтримки передовсім незалежних лібералів-франкоканадців, які не висувалися на вибори від ліберальної партії через опозиційне ставлення до конскрипції у 1944 р.
У перші повоєнні роки уряд Макензі Кінга запровадив лібералізацію економіки та приватизацію, а також скасував обмеження громадянських прав і свобод, пов'язані з воєнним часом. Продовжився курс, спрямований на соціальні реформи. 1948 р. у Канаді було впроваджено федеральні субсидії провінційним урядам задля розвитку медичного обслуговування. Важливим кроком до розбудови канадського суверенітету у ці роки став Закон "Про канадське громадянство" (Canadian Citizenship Act), який набув чинності 1 січня 1947 р. До цього часу жителі країни вважалися британськими підданими, що проживають у Канаді. 3 січня 1947 р. Макензі Кінг став першою особою, що склала присягу громадянина Канади і отримала відповідний сертифікат.

#### Зовнішня політика
Серед найважливіших ініціатив з забезпечення міжнародної безпеки, в яких взяла участь Канада у перші повоєнні роки, було спільне звернення Президента США, прем’єр-міністрів Британії та Канади від 15 листопада 1945 р. про необхідність запровадження міжнародного контролю за видобутком радіоактивної сировини та її використанням. Г. Трумен, К. Еттлі та У. Л. Макензі Кінг наголосили на важливості запобігання використанню ядерної зброї та сприяння використанню атомної енергії у мирних цілях. Наслідком цієї ініціативи стало заснування Комісії з атомної енергії при ООН 24 січня 1946 р.  
У вересні 1945 р. уряд Макензі Кінга мав реагувати на події, пов’язані із втечею шифрувальника радянського посольства в Оттаві Ігоря Гузенка, який розкрив розвідувальну мережу Головного Розвідувального Управління Генштабу СРСР в Канаді, створену в роки Другої світової війни. Серед радянських агентів, викритих І. Гузенком, були депутат канадського парламенту комуніст Ф. Роуз, британський фізик А. Мей, що працював у канадському ядерному проекті, а також вчений-хімік Р. Бойєр. Для розслідування інциденту та наданої І. Гузенком інформації канадським урядом було створено Королівську комісію. Попервах Макензі Кінг відмовлявся вірити інформації І. Гузенка, був готовий особисто зустрічатися з Й. Сталіним у Москві, вважаючи, що радянський лідер не міг ініціювати чи дозволити подібну розвідницьку діяльність. У 1946—1948 рр. в Канаді відбувся судовий процес над звинуваченими в агентурній діяльності на користь СРСР, на якому І. Гузенко виступав в якості свідка. Хоча кількість арештованих була відносно невеликою (20 чоловік), а вироки — поміркованими, "Справа Гузенка" поклала край комфортним умовам діяльності радянських розвідувальних служб у Західному світі та стала поштовхом до початку "холодної війни".  
"Справа Гузенка", початок "холодної війни" сприяли зміцненню американо-канадської військової та економічної співпраці. У 1947 р. було продовжено дію Огденсберзької (1940 р.) та Гайд-Паркської (1941 р.) угод. Водночас, Макензі Кінг не погоджувався розміщувати в Канаді американські війська через негативне ставлення канадського населення на посилення американського впливу, а також потенційну загрозу суверенітету країни через таку присутність. Американські війська збереглися на території о. Ньюфаундленд після його приєднання до складу Канади.  

#### Підготовка до приєднання Ньюфаундленду та Лабрадору до складу Канади
Уряд Макензі Кінга успішно організував підготовчий процес входження Ньюфаундленду та Лабрадору до складу Канади. До 1934 р. території Ньюфаундленду та Лабрадору мали статус домініону Великої Британії, але тимчасово відмовилися від цього статусу та представницького врядування через цілковитий економічний крах в умовах Великої Депресії. Управління колонією стала здійснювати урядова комісія у складі 6 членів, призначених британським урядом. У часи Другої світової війни на о. Ньюфаундленд було розміщено американські та канадські війська. У перші повоєнні роки постало питання про самовизначення майбутнього Ньюфаундленду та Лабрадору. Приєднання цих територій до США рішуче заперечувалося Великою Британією. Повернення до статусу окремого домініону з відповідальним врядуванням виявлялося безперспективним через невелику кількість населення та депресивний економічний стан. Правління призначеної британським урядом комісії було вкрай непопулярним серед населення колонії. У 1946 р. виник рух за приєднання Ньюфаундленду та Лабрадору до складу Канади на чолі з політиком та журналістом Дж. Смоллвудом (Joey Smallwood), який був обраний до Національного Конвенту колонії, що мав вирішити її подальше майбутнє. Уряд Канади встановив зв'язки з Дж. Смоллвудом та його прихильниками, обіцяючи серйозну фінансово-економічну допомогу в разі входження Ньюфаундленду та Лабрадору до складу країни. Дж. Смоллвуд, в свою чергу, організував та очолив Конфедеративну Асоціацію — політичну партію, що відстоювала перспективу входження колонії до складу Канади в якості провінції. В подальшому Конфедеративна Асоціація була перетворена на Ліберальну партію Ньюфаундленду. На референдумі, що відбувся у колонії 22 липня 1948 р., 52,3% учасників проголосували за входження Ньюфаундленду та Лабрадору до складу Канади. На Конференції прем'єр-міністрів країн Британської Співдружності, що відбулася у Лондоні 11-22 жовтня 1948 р., Макензі Кінгу вдалося домогтися згоди британського уряду щодо приєднання Ньюфаундленду та Лабрадору до складу Канади.  

#### Завершення політичної кар'єри
4 вересня 1946 р. Макензі Кінг залишив посаду міністра закордонних справ Канади, яка до цього часу обіймалася прем'єр-міністром країни за посадою. Новим очільником зовнішньополітичного відомства став Луї Сен-Лоран (Louis St. Laurent) — відомий та авторитетний юрист з Квебеку, який був запрошений Макензі Кінгом на посаду міністра юстиції у грудні 1941 р., по смерті його давнього політичного соратника та фактичного заступника у франкоканадських справах Ернеста Лапуанта. Л. Сен-Лоран виявився ефективним міністром юстиції в умовах війни та розслідування "Справи Гузенка". У 1947 р. здоров'я Макензі Кінга суттєво погіршилося, і за відсутності прем'єр-міністра саме на Сен-Лорана покладалося виконання його обов'язків. 20 січня 1948 р. Макензі Кінг оголосив про свій намір залишити посади лідера ліберальної партії та прем'єр-міністра Канади. За його підтримки 7 серпня 1948 р. на з'їзді Ліберальної партії Канади Л. Сен-Лоран був обраний її лідером. 15 листопада 1948 р. Макензі Кінг востаннє залишив посаду прем'єр-міністра Канади, його наступником став Сен-Лоран. Перебування У. Л. Макензі Кінга на посаді прем'єр-міністра Канади за підсумками 3 термінів становило 21 рік та 154 дні — найдовше в історії всіх країн Британської Співдружності. Він залишився депутатом канадського парламенту до нових виборів, підтримуючи свого наступника, передовсім у питанні завершення процесу приєднання Ньюфаундленду та Лабрадору. 31 березня 1949 р. Ньюфаундленд та Лабрадор офіційно став десятою провінцією Канади, що надало лібералам визначних переваг на парламентських виборах 27 червня 1949 р. Ліберальна партія Канади на чолі з новим харизматичним лідером здобула 191 депутатський мандат з 262. Макензі Кінг не брав участі у цих виборах, остаточно завершивши, таким чином, свою політичну кар'єру.  

## Політична спадщина. Характеристика політичної особистості
В умовах політичного лідерства У. Л. Макензі Кінга, протягом 1920-х—1940-х рр. Канада — складна для управління країна — пройшла шлях від політично залежного домініону Британської імперії, з конфліктним характером відносин між англо- та франкоканадцями, глибокими соціально-економічними суперечностями та непевним майбутнім до суверенної держави з власним громадянством, а також однієї з провідних середніх держав світу за своїм економічним потенціалом та політичним впливом. Було гармонізовано відносини між двома найбільшими етнополітичними спільнотами — англо- та франкоканадцями, закладено основи держави всезагального добробуту. Під проводом У. Л. Макензі Кінга Ліберальна партія Канади перетворилася на партію національної злагоди, а її лідер став фактично безальтернативним політичним лідером країни протягом середини 1930-х — кінця 1940-х рр. Під його проводом канадський уряд вдало скористався умовами Другої світової війни для мінімізації людських втрат та здійснення масштабної науково-технологічної модернізації країни. Завершення політичної кар'єри Макензі Кінга відбулося у час, коли Канада вийшла на рівень впевненого та сталого розвитку. Наслідками зовнішньополітичного курсу канадських ліберальних урядів 1920-х—1940-х рр. стали:  
- поступове мирне перетворення Британської імперії на Британську співдружність суверенних націй;
- повноцінний вихід Канади на міжнародну арену в якості самостійної держави-актора;
- внесок у розбудову основ повоєнного міжнародного світоустрою через втілення функціонального підходу у розбудові міжнародних спеціалізованих організацій та ЕКОСОР ООН;
- започаткування системи міжнародного контролю за виробництвом та використанням атомної енергії.

Водночас, Макензі Кінг за життя ніколи не був особисто популярним серед своїх співвітчизників, йому бракувало особистої харизми. Свідченням цього є те, що обіймаючи посаду прем'єр-міністра країни, він двічі зазнавав поразки у власному виборчому окрузі. Його підходи та стиль управління у довгосяжній перспективі приносили визначні досягнення, але не справляли видимих швидких ефектів та яскравого враження на виборців. Макензі Кінг не був видатним оратором та не мав іміджу рішучого та впевненого лідера. Він намагався уникати прийняття контроверсійних та загрозливих для стабільності суспільства рішень, аргументуючи це заявою: "Парламент має вирішити". Прем'єр-міністр нерідко виявляв холодність та нетактовність в особистому спілкуванні, через що у нього було багато політичних союзників, але вкрай мало друзів та особистих послідовників. Співпрацівники глави уряду були роздратовані його постійними інтригами. Своїм політичним опонентам, як і багатьом канадцям, Макензі Кінг помилково видавався безпринципним владолюбцем, що не має чітких ідеалів, та прагне утримати владу будь-якою ціною. Він зневажав своїх політичних опонентів (передовсім, консерваторів), розглядаючи їх радше як ворогів, що прагнуть завдати болю йому особисто та заважають йому реалізовувати курс, спрямований на благо Канади. Консервативні критики діяльності Макензі Кінга. зокрема політичний філософ Дж. Грант (George Grant, 1918—1988), в свою чергу, звинувачують ліберального лідера Канади 1920-х—1940-х рр. у зраді традиціям, успадкованих країною від Великої Британії, потраплянні Канади у фактичну економічну та політичну залежність від США, яке, на їх думку, стало надмірною платою за економічну модернізацію та безпеку.
Запоруками успішного лідерства та політичного довголіття Макензі Кінга слугували його далекоглядність, політична мудрість та низка інших особистісних характеристик. Він був політиком-візіонером, який ставився до політики та державної діяльності як до засобу служіння суспільству, мав ціннісне стратегічне бачення розвитку власної країни та міжнародних відносин, що знайшло відображення в його праці "Індустрія та людяність". Його цілковита відданість Канаді та її інтересам була беззастережна. Політичні інтриги та маневрування, утримання від рішучих дій за несприятливих обставин, тимчасові відступи від власних політичних ідеалів були для Макензі Кінга лиш тактичними засобами реалізації його стратегічного бачення розвитку Канади. У. Л. Макензі Кінг вирізнявся великою працелюбністю, гострим проникливим розумом, а також глибокою політичною інтуїцією, відчуттям громадської думки, вмінням співвідносити громадські настрої з реальними потребами розвитку країни при ухваленні важливих рішень. Макензі Кінг не боявся жертвувати особистою популярністю при прийнятті непопулярних, але необхідних для блага канадського суспільства рішень, про що свідчить його поведінка у питанні конскрипції часів Другої світової війни.
Макензі Кінг був противником застосування державного насилля як назовні, так і всередині країни, вважаючи його останнім засобом для врегулювання конфліктних ситуацій, надавав перевагу діалогу між протиборчими сторонами та політичному шляху розв'язання суперечностей. Таким переконанням сприяв його довготривалий досвід посередництва та примирення у трудових конфліктах на посадах заступника міністра, міністра праці Канади, консультанта з трудових відносин у Фундації Рокфеллера. Така особиста характеристика Макензі Кінга сприяла гнучкості очолюваних ним ліберальних урядів 1920-х—1940-х рр. у співпраці з новими політичними партіями та рухами, що виникли в Канаді по Першій світовій війні, започаткуванню та вдосконаленню механізмів постійного зворотного зв'язку між урядом та представниками громадянського суспільства через консультативні узгоджувальні органи. Ліберальний канадський лідер висунув також ідею залучення представників недержавного сектору до формування зовнішньої політики держави. Ця спадщина справила вплив на подальший розвиток традицій канадської дипломатії, зокрема, на концепцію «нового зовнішньополітичного мислення» Л. Ексуорзі (Lloyd Axworthy), міністра закордонних справ Канади у 1996–2000 рр. Відповідно до цієї концепції, саме безпека особистості та гуманітарні пріоритети, захист довкілля, миротворчість, посередництво у конфліктах, протидія застосуванню негуманних видів зброї мали стати основною метою діяльності такої середньої держави, як Канада, на міжнародній арені. Концепція «нового зовнішньополітичного мислення» передбачала і консультацію з представниками громадянського суспільства у виробленні зовнішньополітичного курсу держави.
Успіхам Макензі Кінга як політика та державного діяча сприяли і його вдала кадрова політика, організаторські здібності. Попри особисту непопулярність, прем'єр-міністр не боявся сильних та яскравих постатей у складі свого кабінету та на вищих щаблях державної служби. Прикладом цього можуть слугувати постаті таких міністрів його уряду, як Е. Лапуант, Л. Сен-Лоран, К. Д. Хау, Т. Крерар, Н. Маклеод Роджерс (Norman MacLeod Rogers), а також таких високопосадових державних службовців — дипломатів та військових його часів, як О. Скелтон, Е. Макнотон, Н. Робертсон. На окрему увагу заслуговує постать Лестера Пірсона (Lester Pearson), який обіймав у 1944—1946 рр. посаду посла Канади у США, став міністром закордонних справ країни в уряді Л. Сен-Лорана, очолював Генеральну Асамблею ООН у 1952—1953 рр., отримав Нобелівську премію Миру за посередництво у врегулюванні Суецької кризи (1957 р.), а у 1963—1968 рр. був прем'єр-міністром Канади. Макензі Кінг вирізнявся демократичним стилем управління: на засіданнях федерального кабінету та федерально-провінційних конференціях він поводився як перший серед рівних.

## Особисте життя. Смерть та заповіт
Уїльям Лайон Макензі Кінг ніколи не був одружений та все життя прожив самотнім. Його прагнення до влаштування особистого та сімейого життя завжди зазнавали невдачі. Найвірогідніше, це пов'язано з його глибокою психологічною прив'язаністю до матері, яка не зникла і після її смерті. Саме ця прив'язаність, а також прив'язаність до пам'яті діда, Уїльяма Лайона Макензі, значною мірою були рушієм його політичної діяльності. Канадський військовий та історик Ч. Стейсі (C. P. Stacey) висунув версію, що у молодому віці Макензі Кінг мав досвід стосунків з повіями. Значну роль у його житті відігравала Джоан Петтісон (Joan Patteson) — дещо старша за нього заміжня жінка, дружина банкіра. З нею та її чоловіком Макензі Кінг проводив значну частину вільного часу. Іноді вона служила господинею на його прийомах. Не виключено, що Макензі Кінг мав з нею нетривалий роман.
Макензі Кінг важко переносив власну самотність. Його найкращими друзями стали його собаки — ірландські тер'єри, яких звали Пет (Pat): Пет I, Пет II та Пет III. Першого тер'єра йому подарувало подружжя Петтісонів у 1924 р. Пет I прожив 17 років та помер 1941 р., у часи Другої світової війни. Прем'єр-міністр тяжко пережив втрату "справжнього компаньйона та друга" і навіть звернувся через смерть собаки по радіо до своїх співвітчизників.
У 1930-х рр., в часи перебування на чолі опозиції, Макензі Кінг захопився спіритизмом. Про це захоплення не було відомо широкій публіці та навіть членам його уряду. Під час спіритичних сеансів Макензі Кінг, як згадувалося у його щоденнику, спілкувався з духами Леонардо да Вінчі, своїми померлими родичами — дідом Уїльямом Лайоном Макензі, батьками, старшою сестрою та братом, яким він багато допомагав за їх життя. Також він спілкувався з духами політиків — свого політичного наставника Уїлфріда Лор'є та померлого у 1945 р. Президента США Франкліна Делано Рузвельта. Вочевидь, спіритичні сеанси були для Макензі Кінга скорше розрадою в його самотності, аніж пошуком політичних порад.
У 1927 р. Макензі Кінг придбав садибу в межах громади Кінгсмір (Kingsmere), Квебек, неподалік Оттави. В подальшому він розбудовував свій маєток: розширював будинок, а також будував декоративні руїни, що складалися з різних частин, які належали загиблим чи постраждалим історичним будівлям. Він їх називав "Руїнами Аббатства". Саме там Уїльям Лайон Макензі Кінг і помер від пневмонії 22 липня 1950 р., на 76-му році життя. Він був похований на цвинтарі Маунт Плезент (Mount Pleasant Cemetery) в Торонто. Його намір написати мемуари залишився нереалізованим.
Не маючи власної сім'ї, Макензі Кінг заповів свій маєток та будинок Лор'є-хаус (Laurier House), який він успадкував після смерті Уїлфріда Лор'є та його дружини, канадському уряду. Він не бажав публікації свого щоденника, окрім позначених ним особисто фрагментів, однак не встиг за життя ані знищити цей документ, ані позначити фрагменти, які він бажав опублікувати. Тому щоденник Макензі Кінга, всупереч заповіту автора, був опублікований повністю. Він не лише розкриває особистий світ визначного канадського державного діяча, але й слугує цінним історико-політичним документом.

## Вшанування пам'яті
- Макензі Кінг зображений на банкноті номіналом п'ятдесят канадських доларів.
- Ім'я Макензі Кінга носить міст та автобусний термінал в Оттаві.